# ヨハン・バイエル
ヨハン・バイエル（Johann Bayer, 1572年 - 1625年3月7日）は、ドイツの法律家。名はヨーハンとも、姓はバイアーともバイヤーとも表記することがある。

## 生涯
バイエルは、1572年にバイエルン地方のラインという町に生まれた。1592年よりインゴルシュタットで学び、後にアウクスブルクに移り住み、生涯のほとんどをそこで過ごした。アウクスブルクでは、1625年に亡くなるまで市議会付の法律顧問を務めた。1603年、31歳のときに全天星図『ウラノメトリア』Uranometria を発刊した。
バイエルの職業は、しばしば天文学者として紹介されている。しかしながら、そもそも天文学者とはティコ・ブラーエやガリレオ・ガリレイのように天体観測を行うか、ニコラウス・コペルニクスやヨハネス・ケプラーのように天体理論を構築する人物のことであるが、バイエルは星図書1編を著したのみで、それ以外の天体観測記録や天体理論は何一つ知られていない。

## 『ウラノメトリア』の発刊
非専門家のバイエルが天文学界においてその名を知られるようになったのは、先述の『ウラノメトリア』によるものである。この星図書にはいくつかの特徴があり、後代の天文学や星座の記述に多大な影響を及ぼした。

### バイエル星座
『ウラノメトリア』がそれ以前の星図と異なっていたのは、北半球の中緯度地方で見ることのできない天の南極付近の星々からなる星座を収録したことである。それらはバイエル星座と呼ばれる。バイエル星座は次のとおり：（五十音順）
インディアン座、カメレオン座、きょしちょう座、くじゃく座、しいら座、つる座、とびうお座、ふうちょう座、ほうおう座、みずへび座、みつばち座、みなみのさんかく座 （12星座）
なお、「しいら座」は日本では「かじき座」と呼ばれており、「みつばち座」は後に「はえ座」に改名された。

### バイエル符号
『ウラノメトリア』ではまた、図版上で各星にギリシア文字やローマ文字を添えた。これは後の天文学者によって恒星の表示法として転用されバイエル符号と呼ばれる。バイエル符号を用いた恒星の命名法は、現在でも公式に使われている。

## バイエル - シラー同一人物説
『ウラノメトリア』よりほぼ四半世紀後の1627年に、同じアウクスブルクで 『キリスト教星図』と呼ばれる星図書が刊行された。この星図の編著者のユリウス・シラーが、バイエルと同一人物ではないかと考えられたことがあった。シラーがバイエルと同じアウクスブルクで活躍した同郷の士であり、シラーもまたバイエルと同じ法曹であり、ともに星図書を刊行するなどの共通点が見られたからである。しかしながら、『キリスト教星図』がカトリック教会の教義に則って作成されているのに対して、バイエルは「プロテスタントの口」(Os Protestantium) とアダ名されるほど熱心なプロテスタント信徒であったことから、互いに対抗勢力の側にあった両者が同一人物であったとは考えにくく、この説は現在では否定されている。